# Dow Lipman
Dow Lipman (hebr.: דב ליפמן, ang.: Dov Lipman; ur. 9 września 1971 w Waszyngtonie) – izraelski działacz społeczny, polityk, rabin i wykładowca, w latach 2013–2015 poseł do Knesetu z listy Jest Przyszłość.

## Życiorys
Urodził się w stolicy Stanów Zjednoczonych – Waszyngtonie – 9 września 1971. Wychowywał się w Silver Spring w stanie Maryland. Studiował w Baltimore – ukończył studia talmudyczne, z tytułem zawodowym B.A., w jesziwie Ner Yisroel, a następnie studia magisterskie na Uniwersytecie Johnsa Hopkinsa. Do Ner Yisroel powrócił jako rabin i wykładowca. Był określany jako „nowoczesny rabin ortodoksyjny”.
Do Izraela wyemigrował w 2004 roku i dał się poznać jako aktywny działacz społeczny związany z miastem Bet Szemesz, gdzie przewodniczył także lokalnej organizacji społecznej i organizował protesty przeciwko ekstremistom religijnym. Skupiał się na walce z przymusem religijnym oraz dyskryminacją Izraelczyków pochodzenia etiopskiego. Od 2012 jest publicystą wydawanej online gazety „The Times of Israel”. Związał się z centrystycznym i sekularystycznym ugrupowaniem politycznym Jesz Atid (Jest Przyszłość), założonym w 2012 przez Ja’ira Lapida. Kandydował z 17. miejsca na liście tej partii, a po jej triumfie wyborczym w wyborach parlamentarnych w 2013 po raz pierwszy i jedyny dostał się do izraelskiego parlamentu. Został pierwszym od niemal trzydziestu lat posłem do Knesetu urodzonym w Stanach Zjednoczonych (po Me’irze Kahane. W dziewiętnastym Knesecie zasiadał w komisjach: budownictwa, finansów oraz do spraw imigracji, absorpcji imigrantów i diaspory. Ponadto był członkiem dwóch komisji specjalnych, przewodniczącym sześciu klubów lobbingowych i członkiem dziesięciu kolejnych. Był także przewodniczącym grupy parlamentarnej izraelsko-południowoafrykańskiej i amerykańskiej i współprzewodniczącym brytyjsko-izraelskiej, a także członkiem delegacji Knesetu do Zgromadzenia Parlamentarnego NATO oraz do Parlamentu Europejskiego. W przyspieszonych wyborach parlamentarnych w 2015 roku nie uzyskał reelekcji.

## Publikacje
Opublikował kilka pozycji książkowych:
- Discover (2006)
- Time-Out (2008)
- Seder Savvy (2010)